# Wankil Studio
Wankil Studio, également connu sous le nom de  Laink et Terracid, est un duo de vidéastes sur YouTube, également actif sur la plateforme de streaming Twitch. Le duo est composé de Thomas Iturralde (Laink) et de Damien Laguionie (Terracid).

## Laink et Terracid
Thomas Iturralde (Laink) est né le 8 janvier 1992 à Pontault-Combault et a grandi à Tournan-en-Brie, une petite ville de Seine-et-Marne.
Damien Laguionie (Terracid) est né le 7 août 1992, à Tours.

## Activités
Vers 2007, Laink et Terracid se lancent sur Dailymotion avant de migrer leurs vidéos vers YouTube. À l'origine, le projet s'appelle « MiniprodFR ». MiniprodFR est alors un trio composé de Laink, Terracid et ExpMini. Lorsque ce dernier quitte le groupe, Laink et Terracid poursuivent les vidéos sous le nouveau nom Wankil Studio[réf. nécessaire].
Les vidéos de Laink et Terracid sont principalement des compilations des meilleurs séquences de streams privés ou sur Twitch. Elles sont modifiées avec l'apport des « Wankuls », de petits personnages à leur effigie en dessin animé afin de combler l'absence de leur visage puisqu'ils enregistrent leurs vidéos sans webcam. Peu à peu, les Wankuls se diversifient avec des costumes aux thèmes variés (par exemple, astronaute, coiffe bigoudène, cow-boy, etc.).
La majorité de leurs créations est consacrée aux jeux vidéo, bien qu'ils postent aussi des vidéos réactions ainsi que des vidéos tournées en réel (ouvertures de colis, collaborations avec d'autres vidéastes, etc.).
En 2017, le duo présente la deuxième édition du Barrière eSport Tour, un spectacle qui rassemble des personnalités de l'eSport et du streaming de jeux vidéo (comme par exemple, Amixem, Squeezie, Seb, etc.). L'évènement, intitulé « Wankil Show Barrière », prend place au Casino-théâtre de Toulouse et réunit plus de 1 200 spectateurs sur place, avec une diffusion en direct sur le site eSport Barrière et la chaîne Wankil Studio.

## Produits dérivés

### Bande dessinée
Le premier tome de la bande dessinée Wankil, intitulé Les aventures de Laink et Terracid, sort le 23 juin 2018 aux éditions Michel Lafon. Le deuxième tome sort le 22 mai 2019. La bande dessinée est illustrée par la graphiste Chully Bunny,.

### Jeu vidéo
Le 25 juillet 2020, Laink et Terracid dévoilent le jeu vidéo Agrou développé par Osmose Studio sur la plate-forme Steam,. C’est un jeu de stratégie où le joueur doit faire preuve d'intuition et de ruse pour remporter la victoire. Il s'inspire des règles classiques du loup-garou,.

### CartesWankul
En 2016, l'idée de créer un jeu de cartes à collectionner naît de la volonté de Laink et Terracid. La conception du jeu de cartes à collectionner est effectuée par Laink et Terracid et s'inspire de Pokémon. Elles reposent sur les Wankuls, des personnages que le duo utilise dans leurs vidéos YouTube avec des références à la culture populaire de films et jeux vidéos ainsi que des influenceurs web. La première saison du jeu sort en juin 2023 avec plus de 180 cartes à collectionner.

## Discographie

### Singles
(juin 2025).
- 2016 : ALLEZ DAMIEN - MUSIQUE (Tids Remix)
- 2016 : TALABITALÈRE - MUSIQUE (Tids Remix)
- 2016 : PAS AVEC LES DOIGTS - MUSIQUE (Tids Remix)
- 2016 : LE RAP DU FEUTRE - MUSIQUE (Ashur4D Remix)
- 2016 : CORENTIN - MUSIQUE (Joyca Remix)
- 2016 : LE RAP DU FEUTRE - MUSIQUE (Ashur4D Remix)
- 2016 : ALORS ILS SONT FRANÇAIS - MUSIQUE (LAEKØ remix)
- 2017 : C'EST ÇA ! - MUSIQUE (LAEKØ remix)
- 2025 : Laeko - En mémoire de Grim (wankil studio VOD)